# Pierre Martin Coutier-Marion
Pierre-Martin Coutier (né à Reims le 29 juillet 1751, y est mort, 12, rue de Mars, le 25 janvier 1819), marchand épicier, fut maire jacobin de Reims, de 1793 à 1794. Il fut conseiller d’arrondissement de 1806 à 1809. Il épousa Marie Nicole Marion (1754-1825), fille d’un maître tonnelier de la rue du K-Rouge. Ils reposent tous deux au Cimetière du Nord.
Il a une rue de Reims à son nom.